# チーズステーキ

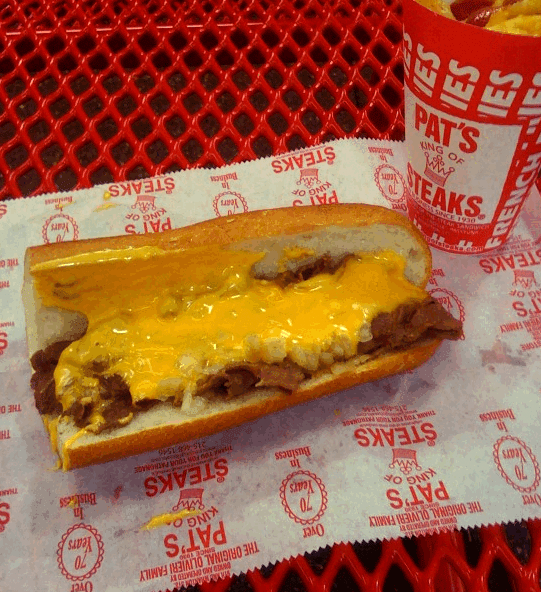
パッツ・キング・オブ・ステーキのCheez Whiz を使ったチーズステーキ

チーズステーキ (cheesesteak)、フィラデルフィアチーズステーキ (Philadelphia cheesesteak)、フィリーチーズステーキ (Philly cheesesteak) 、cheesesteak sandwich、cheese steak、steak and cheese、は、炒めた薄切り牛肉と溶けたチーズを長いロールパンに詰めたサンドイッチ。人気のある地方的なファストフードのひとつであり、アメリカ合衆国ペンシルベニア州フィラデルフィアが発祥の地である。

## 歴史
フィラデルフィア図書館会社とフィラデルフィア歴史協会が1987年に発行した展覧会のカタログによると、チーズステーキは、20世紀はじめに「焼き牛肉、タマネギ、チーズを小さなパンに一緒に入れて」始まったとされている。
フィラデルフィアに住んでいたパット・オリヴィエリとハリー・オリヴィエリのオリヴィエリ (Olivieri) 兄弟が、1930年代はじめに、細切れにしたステーキをホーギー (hoagie) と称されるロールパンに載せて供したことが、このサンドイッチの発明であったと説明されることが多い。オリヴィエリ兄弟は、サウス・フィラデルフィアのイタリアン・マーケット地区に構えたホットドッグ・スタンドで、このステーキサンドイッチを売リ出した。兄弟は評判となり、やがてパットは自分のレストランを開いたが、それが現在も存続しているパッツ・キング・オブ・ステーキである。このサンドイッチは、もともとはチーズが入っていなかったが、オリヴィエリ家の後継者フランク・オリヴィエリ・ジュニア (Frank Olivieri Jr.) によれば、リッジ・アヴェニュー (Ridge Avenue) に店を出していたジョー・"コッキー・ジョー"・ロレンツァ (Joe "Cocky Joe" Lorenza) が、最初にプロヴォローネ・チーズを加えたのだという。
パッツ・キング・オブ・ステーキのライバルとしてよく知られているのが、ジーノズ・ステーキである。両店は、サウス・フィラデルフィアの9丁目 (9th Street) とパスユンク・アヴェニュー (Passyunk Avenue) の交差点で、通りを挟んで向かいあっており、いずれも24時間営業を行なっている。
今日では、チーズステーキは、その他のレストランやカフェテリア、ダイナー、フィラデルフィア市内のあちこちに出ている屋台など、独立系の家族経営の店でも一般的なメニューとなっている。いくつかのファーストフード系のチェーンでも、チーズステーキがメニューに取り入れられている。このサンドイッチは様々な形で、バーから高級レストランまで、いろいろなところで供されている

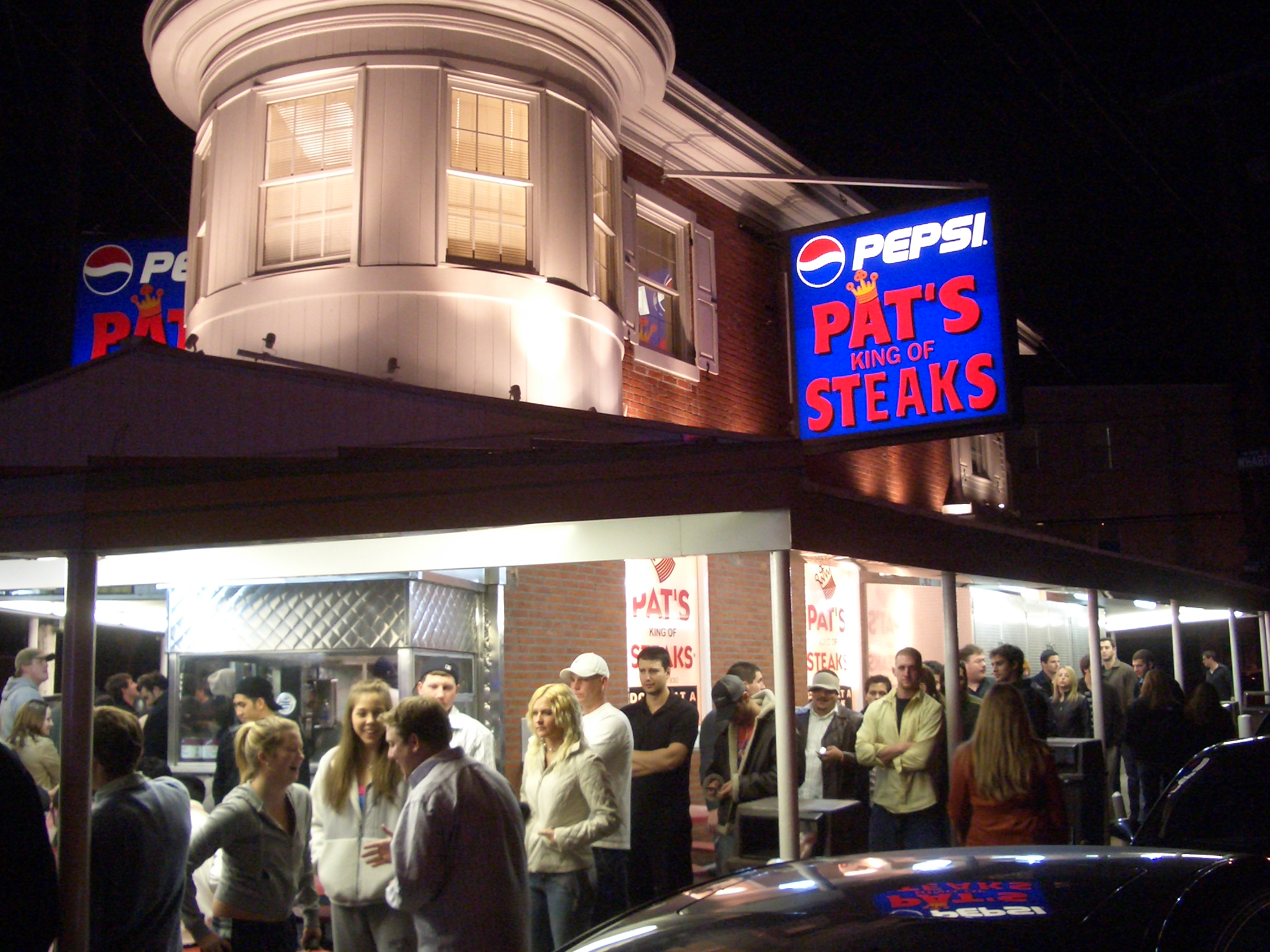
パッツ・キング・オブ・ステーキに行列する人々
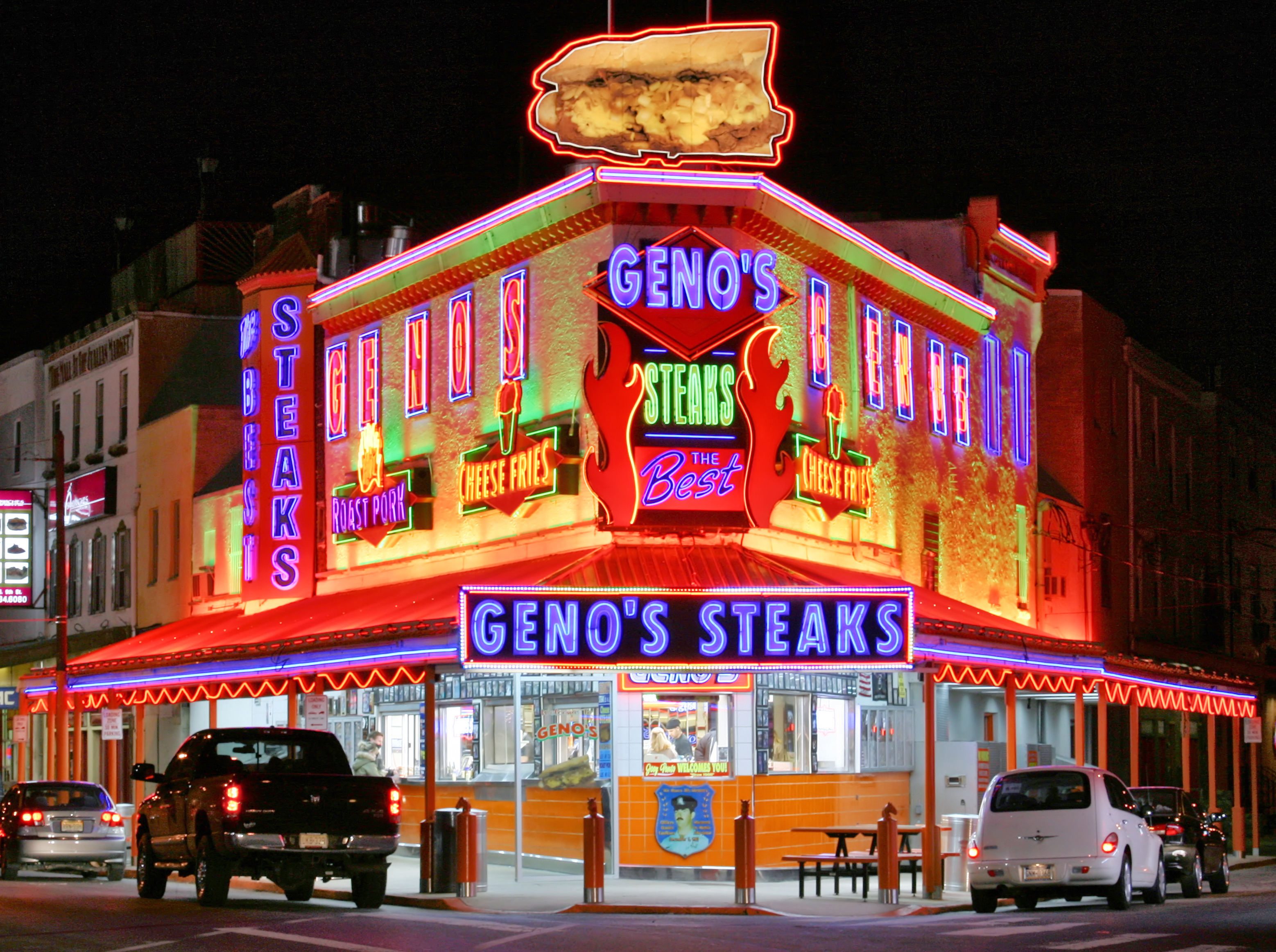
ジーノズ・ステーキ
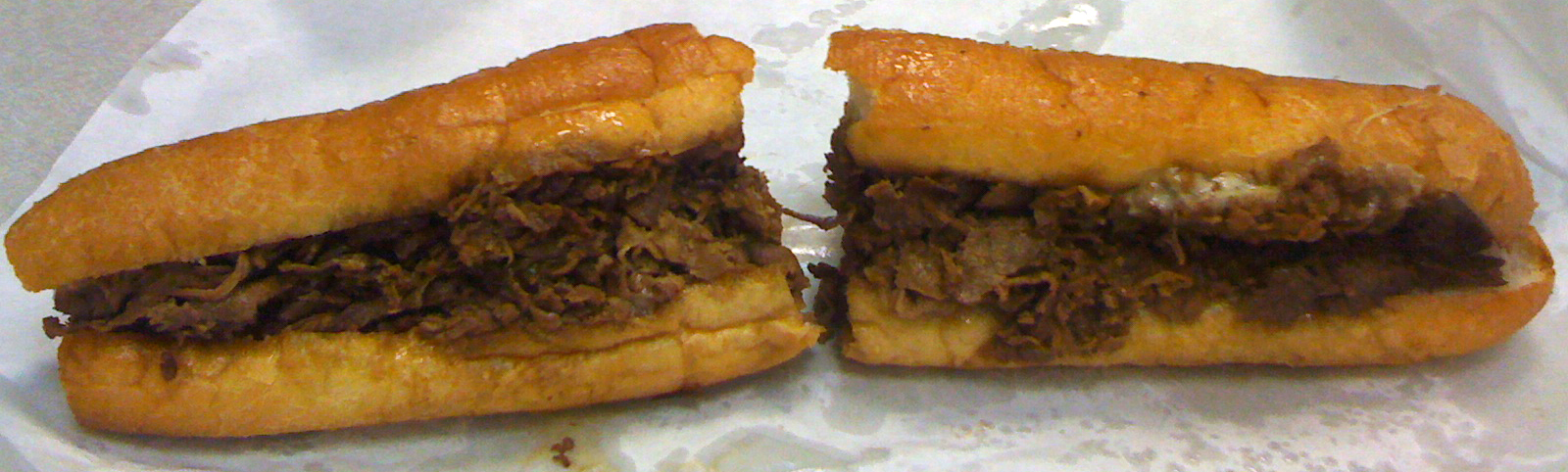
ラリーズ・ステーキ（Larry's Steak）のプロヴォローネ・チーズを入れたチーズステーキ。ロールはアモロソ。

## 調理
伝統的にチーズステーキに使われている牛肉は、リブアイか、トップ・ラウンド（もも肉の上部）であるが、他の部位の肉が用いられることもある。鉄板を中火で熱して軽く油をひき、へらを使って薄切り肉が小さな肉片にほぐれるまで炒める。次にスライスしたチーズを肉の上に載せ、チーズが溶けだしたところで切り込みを入れて開いたロールパンを上から載せる。へらで下から全体をすくい上げてひっくり返し、肉とチーズをしっかりと押し込んでからロールを閉じ、半分に切る。
これに加え、タマネギのソテー、ピーマン、マッシュルーム、マヨネーズ、チリソース、塩、ブラックペッパー、ケチャップなどが足されることもある。

### パン
フィラデルフィアでは、チーズステーキを出す店のほとんどが、市内で生産されるアモロソかヴィロッティ＝ピサネリ（Vilotti-Pisanelli）の噛みごたえのあるロールパンを使っている。「正しいチーズステーキは、プロヴォローネ・チーズか、チーズ・ウィズ（クラフトフーヅのチーズ・スプレッド）をアモロソのロールに載せ、グリル（あぶり焼き）した肉を薄く削って詰めたものだ」とする記述もあり、『Indianapolis Magazine』誌に寄せられた、（中西部のインディアナポリスでは）本物のチーズステーキが食べられないことを嘆くある読者の手紙には、「アモロソのロールが言及されていて、私は泣き出してしまいました」と記されていた。チーズの種類や、肉を「切り刻むのか薄く切るのか」といったことについての様々な議論を踏まえた上で、『Risk and Insurance』誌は、「ほとんど誰もが合意できる唯一のことがらは、それ（チーズステーキの中身）が地元で作った焼きたてのアモロソのロールに載っていなければならない、ということである」と結論づけている。

### チーズ
最も一般的に使用されるチーズは、プロヴォローネかアメリカン・チーズ、ないしは、チーズ・ウィズである。
白いアメリカン・チーズは、プロヴォローネ・チーズとともに、マイルドな風味と、程よい歯ごたえで好まれている。一部の店では、アメリカン・チーズをよりクリーミーにするため予め溶かしておくが、逆に切ったばかりのアメリカン・チーズを肉に載せ、余熱で少し溶かすという方法をとるところもある。『フィラデルフィア・インクワイアラー』紙のレストラン評論を担当しているクレイグ・ラバン (Craig LaBan) は、「プロヴォローネはチーズステーキが大好きな人向きで、いろいろなチーズの中でも一番はっきりした、ぴりっとした味がする」と述べており、ジーノズのオーナーだったジョーイ・ヴェント (Joey Vento) は生前、「ウチではいつもプロヴォローネを薦めてるよ。これこそ本物のチーズだ。」と語っていた。
チーズ・ウィズが最初に商品化されたのは、1952年で、オリジナルの1930年代のチーズステーキには勿論使えなかったが、広く支持されている。1986年に『ニューヨーク・タイムズ』紙に載ったある記事は、チーズ・ウィズを「チーズステーキの通には sine qua non（「不可欠」の意）である」と述べている。1985年のインタビューで、パット・オリヴィエリの甥フランク・オリヴィエリ (Frank Olivieri) は、「子どもの昼食を手早く簡単に作りたい何百万人の親たちと同じ理由で、自分も加工処理されたチーズ・スプレッドを使ってるよ、手早いんだから」と述べている。チーズ・ウィズはパッツでは「圧倒的に好まれて」おり、2番手のアメリカン・チーズと比べても8倍から10倍の売り上げがあるというが、ジーノズの店では、チーズ・ウィズは1日に8個から10個くらいしか注文する客はいないという。

### バリエーション
- 牛肉の代わりに鶏肉を用いたものは、「チキン・チーズステーキ (chicken cheesesteak)」という。
- チーズステーキの上にピザソースやモッツァレッラ・チーズを載せ（しばしば焼き直してトーストにし）たものは、「ピッツァ・ステーキ (pizza steak)」という[21]。
- レタスやトマトを加えたものは、「チーズステーキ・ホーギー (cheesesteak hoagie)」という。
- 日本では、かつて日本サブウェイが「フィリーステーキサンド」として、チェダーチーズを使ったものやポテトサラダを加えたものを販売したことがある[22]。その他チーズステーキ専門店も一部に存在する。